# 田中美海のかもん!みなはうす
『田中美海のかもん！みなはうす』（たなかみなみのかもんみなはうす）は、2020年1月1日（2019年12月31日深夜）から2024年6月30日（6月29日深夜）まで文化放送超!A&G+で配信されていたインターネットラジオ番組である。パーソナリティは、田中美海。

## 番組概要
田中美海が新しいおうち（番組）で普段の活動報告や日常のあれこれをお話しする番組である。
Twitterの番組公式ハッシュタグは「#みなはうす」

## パーソナリティ
- 田中美海

## 配信時間
本配信
文化放送 超!A&G+
- 2020年1月1日 - 2020年9月23日[注 1]
毎週水曜 1時30分 - 2時（火曜深夜）
- 2020年10月4日[注 2] - 2024年6月30日 
毎週日曜 0時 - 0時30分（土曜深夜）

リピート配信
文化放送 超!A&G+
- 2020年1月1日 - 2020年9月23日[注 1]
毎週水曜 13時30分 - 14時
- 2020年9月30日 - 2021年3月31日[注 3]
毎週水曜 17時 - 17時30分
- 2020年10月4日 - 2023年4月2日[注 4]
毎週日曜 8時 - 8時30分
- 2023年4月7日[注 5] - 
毎週金曜 17時 - 17時30分

## コーナー
かもん！みにゃそんりくえすと
田中に聴いてほしいアニソン、キャラソンをリスナーに送ってもらい、知ってるものは改めてその良さを知り、知らないアニソンもどんどん知っていこうというコーナー。
みなはうすのおきて
「みんなの遊び場、みなはうすでは私がルール！」ただリスナーの意見も取り入れていきたいので、みなはうすの新たなルール候補をリスナーに送ってもらうコーナー。
かなしみ、おさしみ
リスナーの、かなしみエピソードを紹介していくコーナー。
はらたつ！みなぞうの家
田中演じる「みなぞう」が、リスナーから送られてきたトリビアをちょっとイラっとするような感じで紹介していくコーナー。
田中がハマっているゲーム『あつまれ どうぶつの森』に登場するキャラクター「たぬきち」をイメージしている。
みんなの、どようびニュース
リスナーの今週あった印象的な大きいこと、小さいことを教えてもらうコーナー。
配信時間が土曜日に変わったことから始まったコーナー。
＃田中チョコレート美海
リスナーや周りの人のちょっとだけダサいエピソードをつぶやきっぽく紹介していくコーナー。
この他にも、リスナーから「ふつおた」などを募集している。

## ゲスト
- 2020年3月18日（17日深夜） - 上田麗奈[3]
- 2021年4月25日（24日深夜） - 本渡楓[4]
- 2022年3月13日（12日深夜） - Run Girls, Run![5]
- 2022年10月2日（1日深夜） - 上田麗奈[6]
- 2022年10月16日（15日深夜） - 芹澤優[7]
- 2023年1月1日（2022年12月31日深夜） - 指出毬亜[8]
- 2023年2月12日（11日深夜） - 鷲崎健[9]、吉岡茉祐[9]
- 2023年3月5日（4日深夜） - 青山吉能[10]
- 2023年10月29日（28日深夜） - 鷲崎健[11]
- 2024年1月21日（20日深夜） - ファイルーズあい[12]
- 2024年4月21日（20日深夜） - 青山吉能[13]

## イベント
田中美海のかもん！みなはうす「かもん！住民の集い」
- 開催日 - 2020年6月27日
- 新型コロナウイルス感染症の影響に配慮して動画ライブ配信でのイベント。

田中美海のかもん！みなはうす「第2回 かもん！住民の集い」 / 「みんなかもん！田中美海の生誕祭2021（にーまるにーいち）」
- 開催日 - 2021年1月17日
- 第1部は田中美海のソロイベント、第2部はゲストに野村麻衣子、青山吉能を招いた動画ライブ配信でのイベント。

田中美海のかもん！超A&G+！更地からだいたい10時間！生CM頑張りまスペシャル！ / 田中美海のかもん！ニコニコA&Gチャンネル！更地からだいたい10時間！頑張りましたスペシャル！
- 開催日 - 2021年5月9日
- 超!A&G+にて、12時から21時までの各番組の間で配信されているCMの枠に田中美海が生出演するイベント。17時のCMに田中の父親が音声出演した[17]。
- 22時30分からニコニコ動画の「文化放送A&Gチャンネル」にて、ライブ配信を行うという合計10時間のイベント。「徳井青空のまぁるくなぁれ!」より徳井青空が、「学園祭学園 青木佑磨のザ・ゴールデン・ゴールド・ゴー・ゴー」より青木佑磨がVTR出演した。
- また、この日（翌10日3時）の超!A&G+の配信を終了する局名告知のアナウンスも田中が担当した[18]。

田中美海のかもん！みなはうす オンラインサイン会
- 開催日 - 2021年8月4日
- 文化放送A&G公式YouTubeチャンネルにて、第2弾ダウンロードカードの発売を記念した動画ライブ配信でのイベント。

田中美海のかもん！みなはうす「第3回 かもん！住民の集い」 / 「みんなかもん！田中美海の生誕祭2022（にーまるにーにー）」
- 開催日 - 2022年1月23日
- 第1部は田中美海のソロイベント、第2部はゲストに奥野香耶、深川芹亜を招いた動画ライブ配信でのイベント。

田中美海のかもん！みなはうす「第4回 かもん！住民の集い（リアル）」 / 「〜大空とさらち〜」
- 開催日 - 2022年6月19日
- 会場 - 科学技術館サイエンスホール
- 第1部は田中美海のソロイベント、第2部はゲストに大空直美を招いたリアルイベント。

A&Gオールスター2022
- 開催日 - 2022年10月16日
- 会場 - パシフィコ横浜国立大ホール
- 文化放送の地上波A&Gゾーン、超!A&G+で放送されているラジオ番組の合同イベント。

みんなかもん！田中美海の生誕祭2023&デビュー約10周年おめでとうの会「〜せんぱいとはなす・昼〜」 / 「〜ひとりでうたう・夜〜」
- 開催日 - 2023年1月22日
- 会場 - 一ツ橋ホール
- 第1部はゲストに芹澤優を招いたイベント、第2部は田中美海のソロライブイベントでバックバンドとして学園祭学園が登場。
- 第1部は後日「家主（仮）と一緒に同時視聴の会」として、ニコニコ動画の「文化放送A&Gチャンネル」にて配信も行われた[24]。

田中美海のかもん！みなはうす〜最初で最後の更地住民感謝祭〜
- 開催日 - 2024年3月17日
- 会場 - 文化放送メディアプラスホール
- 第1部と第2部があり、それぞれトークショーとサイン会が行われたイベント。

## グッズ
- デジタル更地説明会

ダウンロードカード
- みなはうすステッカーセット

ステッカーとポストカードのセット
- 田中美海のかもん!超A&G+!更地からだいたい10時間!生CM頑張りまスペシャル!の裏側全部見せちゃいまスペシャル!

2021年5月9日に行われたイベントの模様が収録された映像ダウンロードカード
- みなはうすカレンダー2022-2023

2022年7月から2023年12月までのカレンダー
- みなはうすカレンダー2022-2023撮影の裏側全部見せちゃいまスペシャル!

みなはうすカレンダーの撮影の様子が収録された映像ダウンロードカード
- A&Gオールスター2022 アクリルキーホルダー【田中美海のかもん!みなはうす】

A&Gオールスター2022で販売されたアクリルキーホルダー
- 田中美海の生誕祭2023 Tシャツ

2023年1月22日に行われたイベントで販売されたTシャツ
- 田中美海の生誕祭2023 タオル

2023年1月22日に行われたイベントで販売されたタオル
- 田中美海の生誕祭2023 アクリルスタンド

2023年1月22日に行われたイベントで販売されたアクリルスタンド
- 田中美海の生誕祭2023 ミニパンフ「田中美海 きねんのほん。」

2023年1月22日に行われたイベントで販売されたミニパンフレット
- 田中美海のかもん!みなはうす「約10周年でやってみたい約10個くらいのおもしろそうなこと」

外ロケの様子が収録された映像ダウンロードカード

## エピソード
- 2020年1月22日に配信の第4回では、田中の誕生日を記念して深夜に動画ライブ配信が行われた[33]。
- 2020年9月23日に配信の第23回では、配信時間変更前の最後の回として、超!A&G+でのみ、番組タイトルの書かれた看板を田中が引き抜いて去り、桜の木がそれに続く動画が流れた[34]。
- 2023年1月1日に配信の第157回は、2022年12月31日23時 - 2023年1月1日1時に配信された『指出毬亜のさしでがましいようですが』の年越し特番『指出毬亜のさしでがましいようですが年越し一緒に過ごしませんか?』内に内包、0時5分ごろから開始となった[8]。